# Bình Ngô đại cáo
Bình Ngô đại cáo (chữ Hán: 平吳大誥) là một bài cáo viết bằng chữ Hán do Nguyễn Trãi soạn thảo vào năm 1428, thay lời Bình Định Vương Lê Lợi để tuyên cáo về việc giành chiến thắng trong cuộc kháng chiến chống nhà Minh, khẳng định quyền độc lập và tự chủ của Đại Việt trước triều đình phương Bắc. 
Bình Ngô đại cáo có thể được chia thành bốn phần, nêu bật các khía cạnh quan trọng của lịch sử Việt Nam, bao gồm quyền tự chủ, bản sắc dân tộc, sự tàn bạo của quân Minh trong thời kỳ cai trị, tinh thần chiến đấu của nghĩa quân Lam Sơn và lòng khoan dung của Lê Lợi khi tha thứ cho quân bại trận. Tác phẩm nhấn mạnh triết lý "đại nghĩa thắng hung tàn, chí nhân thay cường bạo", nhấn mạnh rằng độc lập quốc gia không chỉ dựa trên sức mạnh quân sự mà còn nằm ở đức độ của lãnh đạo, sự đoàn kết và lòng yêu nước của nhân dân. Bản cáo này cũng ghi dấu sự chuyển biến lớn trong quan hệ ngoại giao Việt – Trung, thiết lập sự ngang hàng về văn hóa, tinh thần dân tộc và khát vọng hòa bình.
Bình Ngô đại cáo được coi là bản "tuyên ngôn độc lập" thứ hai của người Việt sau Nam quốc sơn hà. Tác phẩm không chỉ mang ý nghĩa chính trị và lịch sử mà còn được đánh giá cao về giá trị văn học, được ca ngợi là "thiên cổ hùng văn". Đây là tác phẩm tiêu biểu của văn học yêu nước Việt Nam trung đại, mang tính chất vừa là tuyên ngôn chính trị vừa là áng văn chương sâu sắc. Ngày nay, Bình Ngô đại cáo trở thành một tác phẩm kinh điển được giảng dạy trong hệ thống giáo dục Việt Nam.

## Tên gọi
Tên gọi Bình Ngô đại cáo có nghĩa đen là "tuyên cáo rộng rãi về việc dẹp yên giặc Ngô". Từ "Bình" (平) ở đây mang nghĩa "dẹp yên", còn "Ngô" (吳) là cách Nguyễn Trãi gọi người Minh trong tác phẩm này. Việc sử dụng chữ "Ngô" thay vì chữ "Minh" vẫn là đề tài tranh cãi trong giới học thuật. Người sáng lập nhà Minh, Chu Nguyên Chương (tức Minh Thái Tổ), là người quê ở Hào Châu, nay thuộc Phượng Dương, tỉnh An Huy, Trung Quốc, trong lãnh thổ của nước Ngô thời Tam Quốc. Trước khi xưng đế, Chu Nguyên Chương từng được Hàn Lâm Nhi phong tước "Ngô Quốc Công" và sau đó là "Ngô Vương" khi ông trở thành một trong những lãnh chúa hùng mạnh nhất ở vùng Giang Nam. Dưới danh nghĩa này, Chu Nguyên Chương đã xây dựng lực lượng quân sự lớn mạnh, tranh đấu và mở rộng thế lực trong bối cảnh hỗn loạn của Trung Quốc thời Nguyên mạt.

### "Ngô"
Nhà nghiên cứu Nguyễn Đăng Na cho rằng, việc Nguyễn Trãi dùng chữ "Ngô" thay vì "Minh" trong tác phẩm là nhằm ngầm nhấn mạnh chiến thắng của Đại Việt, qua việc chỉ gọi nhà Minh theo tên đất tổ của Chu Nguyên Chương. Theo nhà nghiên cứu người Đài Loan Trương Triết Đĩnh, cách gọi này còn mang một dụng ý chính trị sâu sắc khác, đó là hạ thấp vị thế nhà Minh, xem họ như một chính quyền cục bộ địa phương thay vì một triều đại chính thống. Việc dùng từ "Ngô" cũng nhằm củng cố tính chính thống và vị thế thiên tử của Lê Lợi, khẳng định rằng triều Lê là một "thiên hạ" độc lập, chính danh, ngang hàng với triều đình Trung Hoa, không bị lệ thuộc hoặc phục tùng.
Theo nhà Việt Nam học người Mỹ Stephen O'Harrow, Nguyễn Trãi cũng có thể đã sử dụng từ "Ngô" để nhắc đến một sự kiện trong lịch sử Trung Quốc: cuộc chiến giữa hai nước Ngô và Việt đầu thời Chiến Quốc. Trong cuộc chiến này, vua Câu Tiễn nước Việt đã đánh bại Phù Sai nước Ngô, tạo nên hình ảnh một cuộc chiến tranh chính nghĩa của một nước nhỏ chống lại nước lớn xâm lược. Việc sử dụng từ "Ngô" thay vì "Minh" có thể được xem là một cách Nguyễn Trãi so sánh khéo léo giữa chiến thắng của Đại Việt trước nhà Minh với chiến thắng của Câu Tiễn trước Phù Sai. Bằng cách đó, Nguyễn Trãi khơi dậy tinh thần tự hào dân tộc, tái hiện hình ảnh về một cuộc chiến chính nghĩa của một dân tộc nhỏ nhưng quyết tâm, sẵn sàng chiến đấu để bảo vệ chủ quyền trước kẻ thù hùng mạnh.

### "Đại cáo"
Phần thứ hai trong tên gọi, đại cáo (大誥), mang ý nghĩa liên quan đến thể loại văn chương và quy mô của văn bản này. Theo Hán ngữ đại từ điển, "Đại cáo" là tên một thiên trong Kinh Thư của Khổng Tử. Nội dung thiên "Đại cáo" kể về Chu công Đán, người giúp Chu Thành vương dẹp loạn Tam Giám, viết Đại cáo để công bố đại đạo với thiên hạ. Hai chữ "đại cáo" mang ý nghĩa quan trọng nhất trong mệnh đề "trần đại đạo dĩ cáo thiên hạ" (trình bày đạo lý lớn để công bố cho thiên hạ). Nguyễn Đăng Na cho rằng, "đại cáo" kể từ đó trở thành một thuật ngữ cố định chỉ loại văn bản công bố những điều trọng đại, mang tính pháp lý cao. Theo ông, Nguyễn Trãi, qua Bình Ngô đại cáo, đã nhân chiến thắng quân Minh để trình bày "đại đạo" của Đại Việt — đại nghĩa thắng hung tàn, chí nhân thay cường bạo. Điều này giống như cách Chu Thành Vương dùng Đại cáo để công bố chiến thắng trước Vũ Canh. Sự so sánh ngầm này thể hiện mong muốn của Nguyễn Trãi khi so sánh Lê Thái Tổ với Chu Thành Vương, và khẳng định rằng tác phẩm của ông mang ý nghĩa ngang tầm với thiên Đại cáo trong Kinh Thư.
Cũng theo Nguyễn Đăng Na, "đại cáo", ngoài ý nghĩa gắn với văn học cổ đại, còn có nghĩa thứ hai gắn liền với triều Minh đương thời. Năm Hồng Vũ thứ 18 (1385), Minh Thái Tổ ban bố văn kiện pháp luật gọi là Ngự chế đại cáo (御製大誥), tượng trưng cho quyền uy và sức mạnh của triều đình nhà Minh. Nguyễn Trãi dùng đại cáo không chỉ để tuyên bố độc lập mà còn để ngầm nhấn mạnh rằng tác phẩm của mình mang ý nghĩa trọng đại, sánh ngang với văn kiện pháp luật của Chu Nguyên Chương. Trong khi Đại cáo của Minh Thái Tổ bảo vệ quyền lợi và uy quyền của nhà Minh, thì Bình Ngô đại cáo mang ý nghĩa như một văn bản pháp lý tối cao tuyên bố quyền tự chủ của Đại Việt.
Nhà nghiên cứu Lý Thơ Phúc phản bác lại Nguyễn Đăng Na, cho rằng "đại cáo" chỉ là một cụm từ với "đại" là thành tố phụ, có nghĩa là "lớn" hoặc "trọng đại", và "cáo" là yếu tố chính mang nghĩa công bố. Do đó, "đại cáo" chỉ có ý nghĩa là một "bản cáo trọng đại" hoặc "công bố lớn" chứ không phải là một thể loại văn học độc lập như Nguyễn Đăng Na đề xuất. Lý Thơ Phúc khẳng định rằng việc phân loại "đại cáo" như một thể loại văn học riêng là không có cơ sở học thuật rõ ràng và có thể gây ngộ nhận không cần thiết trong việc giảng dạy văn học. Ông cho rằng cách hiểu hợp lý là xem Bình Ngô đại cáo đơn giản là một bài cáo trọng đại tuyên bố chiến thắng trước quân Minh. Điều làm nên giá trị lịch sử và văn chương của bài cáo này là tính chất trọng đại của nó và cách thức Nguyễn Trãi truyền tải chiến thắng và đạo lý dân tộc qua tác phẩm.

## Bối cảnh lịch sử

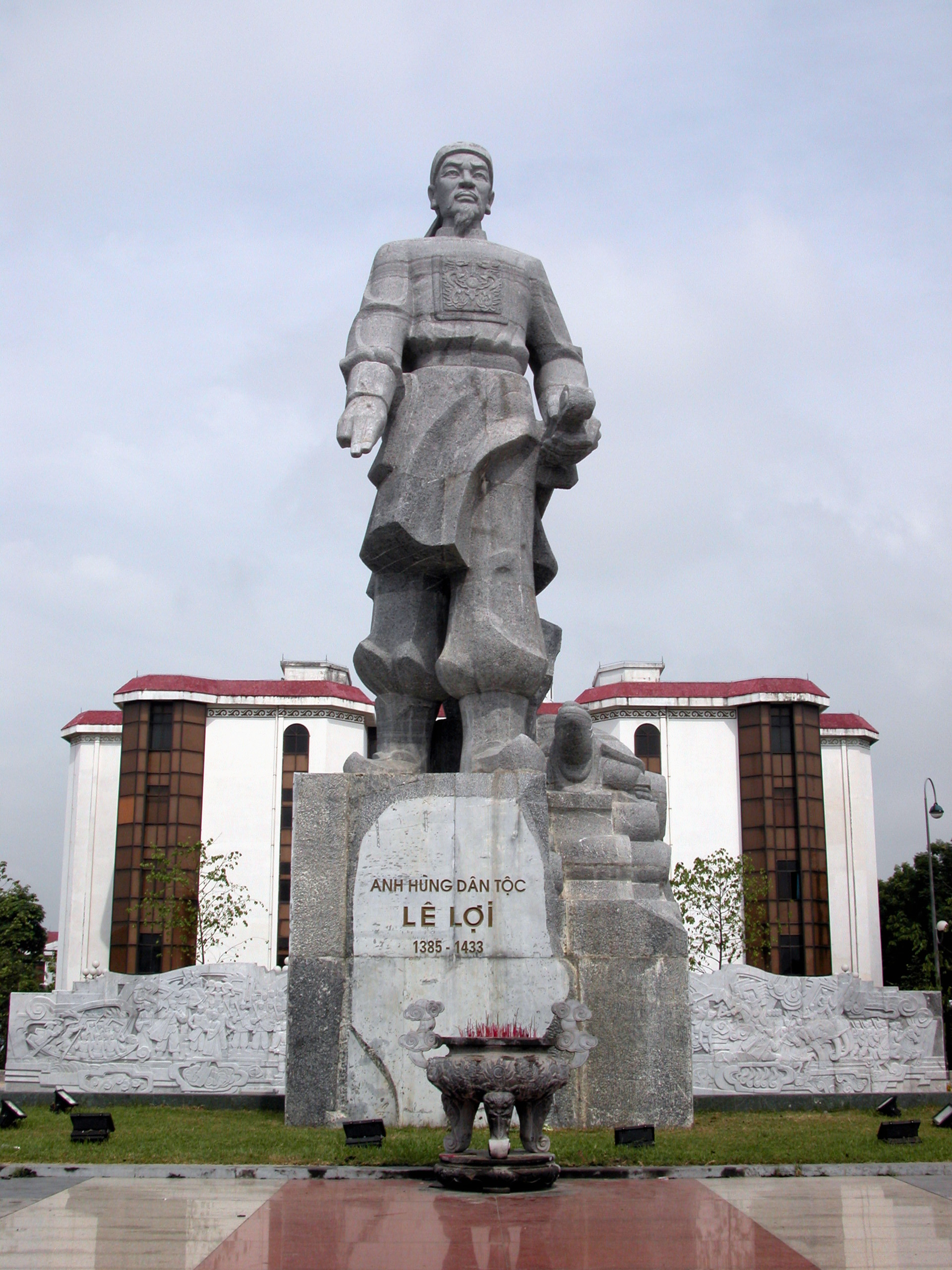
Tượng đài Lê Lợi tại Thành phố Thanh Hóa

Năm 1407, Đại Minh sáp nhập toàn bộ lãnh thổ Đại Ngu của nhà Hồ, thành lập tỉnh Giao Chỉ. Sau khi thiết lập nền cai trị, Minh Thành Tổ thi hành chính sách Hán hóa một cách quyết liệt nhằm đồng hóa người Việt, gây ra sự bất mãn trong dân chúng. Năm 1418, Lê Lợi dấy binh ở Lam Sơn, Thanh Hóa. Trong giai đoạn đầu, nghĩa quân Lam Sơn gặp nhiều khó khăn, thường chỉ chống cự yếu ớt và chịu tổn thất lớn trước các cuộc truy quét của quân Minh. Bước ngoặt xảy ra khi Lê Lợi nghe theo kế của Nguyễn Chích, tiến vào giải phóng Nghệ An vào năm 1424, sử dụng nơi đây làm bàn đạp đánh ra những nơi khác.
Cuối năm 1427, nghĩa quân Lam Sơn dần chiếm thế thượng phong sau nhiều thắng lợi quan trọng trước quân Minh. Nhằm cứu vãn tình thế, Minh Tuyên Tông gửi hai đạo viện binh lớn do Liễu Thăng và Mộc Thạnh chỉ huy nhằm cứu viện cho Vương Thông, tướng nhà Minh đang cố thủ ở thành Đông Quan. Tuy nhiên, cả hai đạo quân này đều bị quân Lam Sơn tiêu diệt hoàn toàn. Đặc biệt, Liễu Thăng bị phục kích và tử trận tại Chi Lăng, khiến quân Minh hoàn toàn mất thế chủ động. Quân của Mộc Thạnh cũng bị đánh tan ở các mặt trận khác.
Khi nhận tin viện binh bị tiêu diệt, Vương Thông biết rằng không còn cách nào để tiếp tục chiến đấu nên quyết định xin giảng hòa và rút quân về nước. Lê Lợi chấp nhận lời xin hòa của Vương Thông và gửi biểu cùng vật phẩm triều cống sang nhà Minh để chính thức kết thúc chiến tranh. Hoàng đế nhà Minh cũng chấp nhận hòa giải, đồng thời ra lệnh triệt thoái quân đội về nước và bãi bỏ bộ máy cai trị trực tiếp ở Đại Việt. Theo thỏa thuận, Vương Thông và toàn bộ binh lính nhà Minh phải rút khỏi Đại Việt vào cuối năm 1427. Lê Lợi không chỉ cho phép họ rút lui an toàn mà còn cung cấp lương thực, vật dụng để hỗ trợ đoàn quân Minh trên đường về nước. Quyết định này của Lê Lợi phản ánh tinh thần nhân nghĩa, không muốn trả thù mà muốn xây dựng mối quan hệ hòa bình sau chiến tranh.
Tháng 4 năm 1428, Lê Lợi lên ngôi vua, đổi niên hiệu là "Thuận Thiên", khôi phục quốc hiệu là Đại Việt, thành lập nhà Hậu Lê. Ông đối mặt với nhiệm vụ phải củng cố quyền lực, khôi phục trật tự và lòng tin của dân chúng sau những năm tháng chiến tranh khốc liệt. Một văn kiện mang tính biểu tượng, vừa tuyên bố thắng lợi, vừa khẳng định đạo lý và giá trị chính nghĩa của cuộc kháng chiến, là cần thiết để ổn định lòng dân và khẳng định tính chính danh của triều đại mới. Trong bối cảnh đó, Lê Lợi đã ra lệnh cho Nguyễn Trãi thay lời ông viết Bình Ngô đại cáo để bố cáo thiên hạ.

## Nội dung và chủ đề

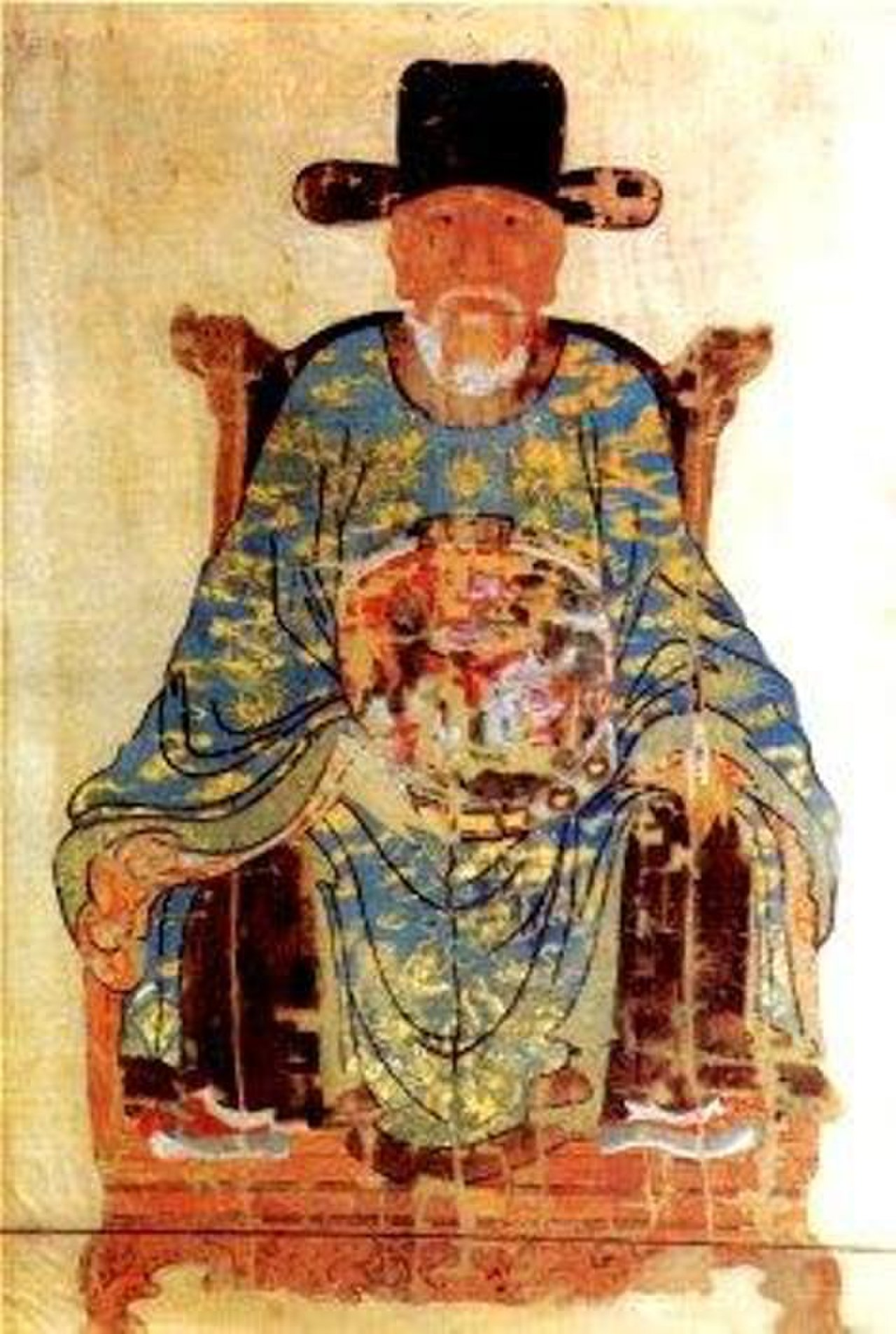
Chân dung Nguyễn Trãi, tác giả của Bình Ngô đại cáo

Bình Ngô đại cáo được tổ chức theo cấu trúc bốn phần chặt chẽ, mỗi phần đều đóng vai trò quan trọng trong việc làm nổi bật chủ đề và tư tưởng của tác phẩm. Phần mở đầu là lời tuyên bố độc lập và khẳng định quyền tự chủ của Đại Việt. Đây là phần mở đầu quan trọng, đặt nền tảng chính nghĩa cho toàn bộ tác phẩm. Phần tiếp theo là khi Nguyễn Trãi liệt kê chi tiết các hành động tàn bạo của quân Minh đối với nhân dân Đại Việt, làm nổi bật lý do chính đáng cho cuộc khởi nghĩa. Phần ba của tác phẩm là sự tường thuật quá trình chiến đấu gian khổ và kiên cường của nghĩa quân Lam Sơn. Phần cuối cùng là lời tuyên bố hòa bình và lòng khoan dung của dân tộc Đại Việt, khẳng định rằng cuộc chiến không nhằm mục đích trả thù mà để xây dựng một đất nước hòa bình và thịnh vượng.

### Mở đầu
Phần mở đầu của Bình Ngô đại cáo tập trung khẳng định nền độc lập và bản sắc riêng của Đại Việt, nêu rõ sự khác biệt về phong tục, địa lý và truyền thống lịch sử với Trung Quốc. Nguyễn Trãi viết:
Như nước Đại Việt ta từ trước,

Vốn xưng nền văn hiến đã lâu.

Núi sông bờ cõi đã chia,

Phong tục Bắc Nam cũng khác.
Bằng những câu văn ngắn gọn, Nguyễn Trãi nhấn mạnh rằng Đại Việt có nền văn hiến lâu đời, một thực thể văn hóa độc lập đã tồn tại từ trước, có lãnh thổ rõ ràng, với "núi sông bờ cõi" riêng. Từ "văn hiến" ở đây thể hiện rằng Đại Việt không chỉ là một quốc gia có chủ quyền mà còn có nền văn hóa phong phú và bền vững, đủ khả năng đứng ngang hàng với các nước lớn. Cụm từ "phong tục Bắc Nam cũng khác" là cách nhấn mạnh sự khác biệt văn hóa rõ rệt giữa Đại Việt và Trung Quốc, từ đó khẳng định tính chính danh cho quyền tự chủ của dân tộc.
Nguyễn Trãi sau đó liệt kê các triều đại từ Triệu, Đinh, Lý, Trần để nhấn mạnh rằng Đại Việt có lịch sử riêng, sánh ngang với các triều đại của Trung Quốc như Hán, Đường, Tống, Nguyên. Tuyên bố này như một lời khẳng định rằng Đại Việt đứng ngang hàng với Đại Minh về mặt văn hóa và tinh thần, đồng thời bác bỏ hệ thống triều cống cố hữu của Trung Quốc và kêu gọi sự bình đẳng giữa các quốc gia. Việc nhắc lại các chiến công trong lịch sử như tại cửa Hàm Tử, sông Bạch Đằng làm sống lại hình ảnh của một dân tộc kiên cường, luôn bảo vệ lãnh thổ và nhân dân. Những chiến thắng lịch sử này không chỉ khẳng định vị thế của Đại Việt trong khu vực mà còn chứng minh rằng sự tồn tại của Đại Việt là sự lựa chọn của Trời, thể hiện qua các ranh giới tự nhiên như núi sông đã chia tách nước Nam và Trung Hoa.

### Phần thứ hai
Phần hai của Bình Ngô đại cáo là một bản cáo trạng về những tội ác của quân Minh đối với nhân dân Đại Việt. Nguyễn Trãi tố cáo sự tàn bạo của quân Minh, từ việc biến người dân thành nô lệ, bóc lột tài nguyên, đến việc hủy hoại các định chế văn hóa bản địa. Ông sử dụng những hình ảnh khắc nghiệt như "nướng dân đen" và "vùi con đỏ" để tố cáo sự bạo ngược của quân Minh, những tội ác mà theo ông là:
Độc ác thay, trúc Nam Sơn không ghi hết tội,

Dơ bẩn thay, nước Đông Hải không rửa sạch mùi.
Những hình ảnh "trúc Nam Sơn không ghi hết tội" và "nước Đông Hải không rửa sạch mùi" đều có ý nghĩa biểu tượng sâu sắc. Hai câu trên nhấn mạnh rằng những tội ác của quân Minh là vô hạn, không thể kể hết và cũng không thể xóa nhòa được. Cách sử dụng hình ảnh phóng đại này nhằm làm nổi bật tính phi nhân tính và sự bạo tàn của quân Minh, khơi dậy lòng căm phẫn và đồng thời khẳng định lý do chính đáng của cuộc khởi nghĩa Lam Sơn. Nguyễn Trãi khẳng định rằng cuộc chiến của người Việt không chỉ đơn thuần là một cuộc chiến vì lãnh thổ mà là một cuộc chiến vì chính nghĩa và bảo vệ sự tồn vong của một dân tộc. Qua đó, Nguyễn Trãi không chỉ thể hiện quyết tâm chiến đấu mà còn đề cao tinh thần đoàn kết dân tộc trong cuộc kháng chiến.

### Phần thứ ba
Phần ba của bài cáo là tường thuật quá trình chiến đấu gian khổ của nghĩa quân Lam Sơn. Nguyễn Trãi kể lại những ngày đầu đầy khó khăn khi lực lượng còn yếu, phải dựa vào rừng núi và nhấn mạnh lòng kiên định, sự đoàn kết của nghĩa quân và người dân. Ông viết:
Núi Lam Sơn dấy nghĩa,

Chốn hoang dã nương mình.

Ngẫm thù lớn há đội trời chung,

Căm giặc nước thề không cùng sống.
Câu văn làm nổi bật lòng quyết tâm không khoan nhượng của nghĩa quân và sự đồng lòng của nhân dân trong công cuộc kháng chiến. Nguyễn Trãi sau đó đã liệt kê các trận đánh then chốt ở Ninh Kiều, Tụy Động, những thắng lợi này không chỉ là kết quả của tài thao lược của Lê Lợi mà còn minh chứng cho lòng kiên trung của dân chúng. Nguyễn Trãi khắc họa Lê Lợi không chỉ là một nhà quân sự xuất sắc mà còn là người thấm nhuần triết lý Nho giáo, người biết kết hợp "nhân" và "nghĩa" trong hành động của mình.
Sau chiến thắng, Lê Lợi đã cấp ngựa và thuyền cho quân Minh về nước, thể hiện lòng nhân đạo, khoan dung đối với kẻ thù. Hành động này không chỉ thể hiện bản lĩnh của người chiến thắng mà còn củng cố tính chính danh của Lê Lợi, người được xem là đại diện cho đức lý và sự hòa nhã của Đại Việt. Qua hình ảnh này, Nguyễn Trãi khéo léo khẳng định rằng Đại Việt không chỉ mạnh về quân sự mà còn cao quý về mặt đạo đức.

### Phần cuối

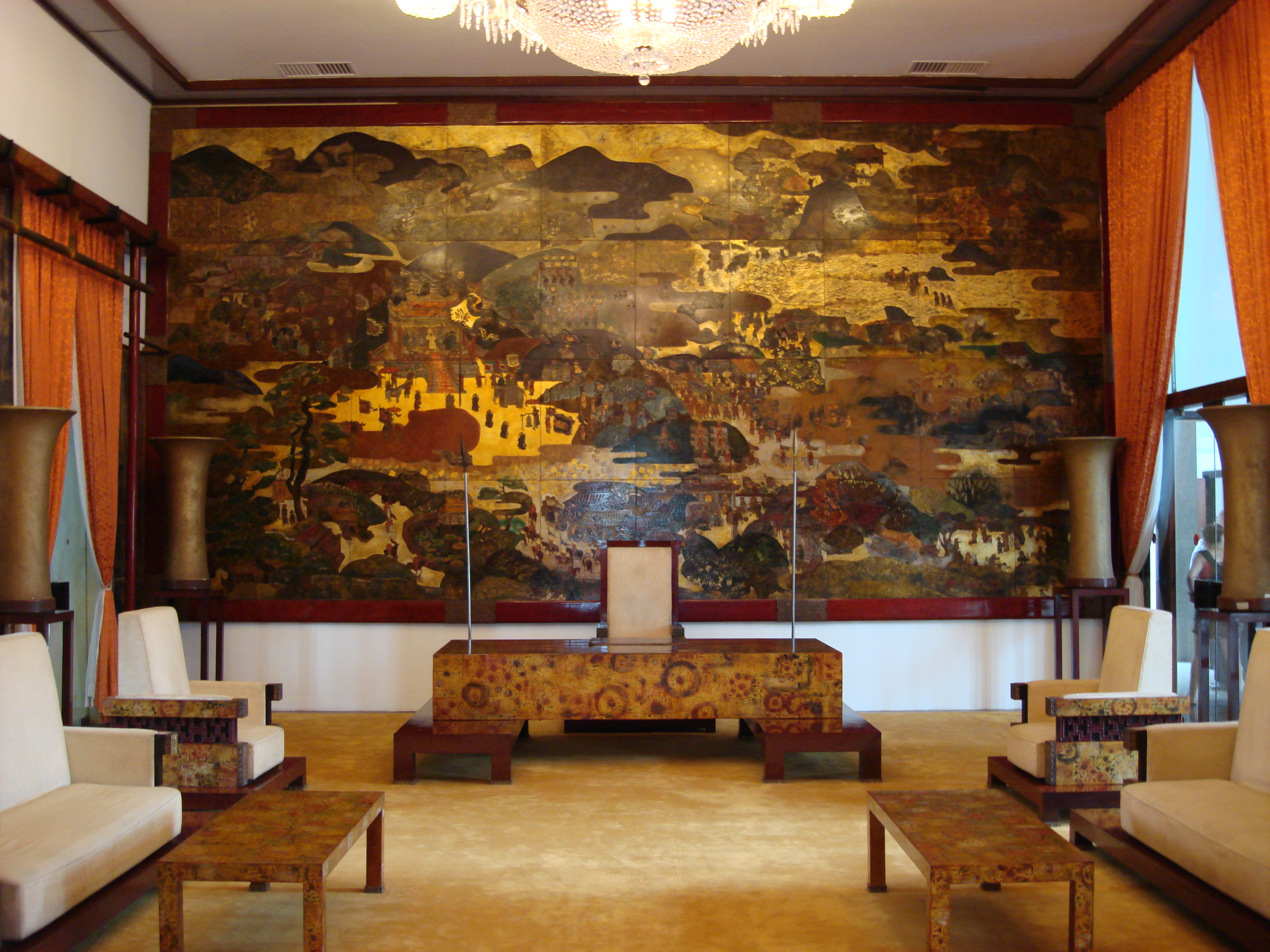
Tranh sơn mài Bình Ngô đại cáo khắc họa lễ đại triều của nhà Hậu Lê, nơi Lê Lợi cùng các triều thần tụ họp để tuyên cáo chiến thắng. Tác phẩm được trưng bày tại Phòng trình quốc thư, Dinh Độc Lập, Thành phố Hồ Chí Minh.

Phần thứ tư của Bình Ngô đại cáo là lời kết luận, tóm tắt bài học lịch sử và khẳng định rằng chính nghĩa sẽ luôn chiến thắng. Nguyễn Trãi nhấn mạnh rằng chiến thắng của Lê Lợi không chỉ là một chiến thắng quân sự, mà còn là chiến thắng của những giá trị Nho giáo truyền thống như "nhân" và "nghĩa". Sau khi chiến thắng, Lê Lợi không truy sát quân Minh bại trận mà ngược lại, ban phát lòng nhân từ và cấp lương thực, phương tiện cho họ về nước. Nguyễn Trãi viết:
Mã Kỳ, Phương Chính, cấp cho năm trăm chiếc thuyền,

Vương Thông, Mã Anh, phát cho vài nghìn cỗ ngựa.
Bằng việc thể hiện lòng nhân từ với quân Minh bại trận, Lê Lợi đã không chỉ khẳng định vị thế của Đại Việt là một quốc gia văn hiến, mà còn truyền tải thông điệp rằng chính nghĩa và đạo đức sẽ luôn được tôn trọng. Nguyễn Trãi cho thấy rằng Đại Việt và Trung Hoa là hai quốc gia riêng biệt với bản sắc và truyền thống độc lập. Hành động của Lê Lợi là sự khẳng định rằng người Việt có đủ tư cách và bản lĩnh để tự chủ, xứng đáng với sự bình đẳng và tôn trọng từ các nước lớn trong khu vực.
Phần cuối này còn là lời khẳng định tính chính danh của triều đại mới. Bình Ngô đại cáo ra đời không chỉ nhằm thông báo chiến thắng mà còn nhằm xây dựng lòng tin của dân chúng vào triều đại Hậu Lê. Thông qua hình ảnh của Lê Lợi như một vị lãnh tụ hội tụ đủ phẩm chất nhân nghĩa, Nguyễn Trãi đã khẳng định rằng triều đại mới là chính đáng và xứng đáng với sự tin tưởng của dân chúng. Tác giả Stephen O'Harrow cũng cho rằng tác phẩm này đã giúp củng cố quyền lực của Lê Lợi, biến ông thành trung tâm của sự tích tụ nhân nghĩa và ảnh hưởng đạo đức đối với toàn dân.

## Đặc điểm văn học
Bình Ngô đại cáo được viết bằng văn ngôn, có tổng cộng 1.330 chữ, thuộc thể loại "cáo". Thể loại này có những quy tắc cấu trúc và hình thức nghiêm ngặt, thường được dùng trong các thông báo chính thức của nhà nước. Trong Hoàng Việt văn tuyển, Bình Ngô đại cáo được xem như là một tác phẩm văn học, được xếp nhóm "chiếu văn", gồm các tuyên ngôn, sắc lệnh và tuyên cáo của hoàng gia.
Tác phẩm còn thuộc thể phú không vần, được viết theo lối văn biền ngẫu, trong đó mỗi câu có hai vế đối xứng nhau, tạo nên sự song song về hình thức hoặc ý nghĩa. Việc sử dụng lối văn này đã tạo nên nhịp điệu trang nghiêm, hài hòa, giúp Nguyễn Trãi không chỉ làm nổi bật sự trang trọng của tác phẩm mà còn nhấn mạnh các lập luận của mình một cách rõ ràng. Cấu trúc đối ngẫu này góp phần làm tăng tính thuyết phục của Bình Ngô đại cáo, biến nó thành một bài văn với kết cấu chắc chắn và mạnh mẽ. Dù không có vần, Bình Ngô đại cáo vẫn tuân theo nhịp điệu và tiết tấu riêng biệt, được tạo ra bởi sự sắp xếp tinh tế của các câu dài ngắn không đồng đều, kết hợp với đặc điểm nhạc tính của từng chữ, đặc biệt là các chữ cuối mỗi vế câu.
Một trong những điểm nổi bật trong Bình Ngô đại cáo là cách Nguyễn Trãi sử dụng danh từ riêng. Tác giả sử dụng nhiều loại danh từ riêng để truyền tải nội dung và tinh thần của tác phẩm. Trong tác phẩm, danh từ riêng được phân loại thành bảy nhóm, bao gồm nhân danh, địa danh, quốc hiệu, tên triều đại, tên sách quân sự, tên thời gian cụ thể, và tên gọi vị thần trong thần thoại. Các nhân danh được sử dụng để chỉ tên những tướng lĩnh người Hán như Lưu Cung, Triệu Tiết, Vương Thông và những tên tuổi khác liên quan đến những cuộc kháng chiến của người Việt. Những nhân danh này không chỉ thể hiện sự tồn tại và thất bại của các nhân vật này trong lịch sử mà còn làm nổi bật tinh thần của quân dân Đại Việt. Các địa danh như Bạch Đằng, Lam Sơn và các địa điểm khác trong tác phẩm không chỉ đơn thuần là chỉ dẫn không gian mà còn là những biểu tượng cho lòng yêu nước và tinh thần chiến đấu của dân tộc. Ngoài ra, Nguyễn Trãi sử dụng các tên quẻ trong Kinh Dịch như Càn, Khôn, Bỉ và Thái để tạo chiều sâu cho văn bản. Các quẻ này không chỉ mang tính biểu tượng mà còn được dùng để phản ánh ý nghĩa về sự chuyển biến và vận mệnh của dân tộc trong bối cảnh kháng chiến.
Nguyễn Trãi sử dụng các hình ảnh sinh động để miêu tả nỗi đau khổ của người dân dưới sự đô hộ của nhà Minh. Những hình ảnh như "nướng dân đen trên ngọn lửa hung tàn" và "vùi con đỏ xuống dưới hầm tai vạ" thể hiện sự tàn bạo của kẻ xâm lược và khắc họa nỗi đau và lòng căm phẫn của nhân dân. Trong câu "Độc ác thay, trúc Nam Sơn không ghi hết tội; Dơ bẩn thay, nước Đông Hải không rửa sạch mùi", Nguyễn Trãi đã sử dụng hai địa danh bắt nguồn từ điển cố văn học Trung Quốc bằng nghệ thuật ước lệ để nói lên những tội ác "trời không dung, đất không tha" của người Minh. Tựu chung, cách sử dụng ngôn ngữ hình tượng của Nguyễn Trãi đã tạo nên cảm giác chân thực và mạnh mẽ, khiến người đọc không chỉ hiểu mà còn cảm nhận sâu sắc được nỗi đau khổ của dân tộc trong suốt thời gian chịu ách đô hộ.
Một điểm đặc biệt quan trọng khác trong đặc trưng văn học của Bình Ngô đại cáo là việc Nguyễn Trãi khéo léo sử dụng hư từ "chi" (之), một yếu tố ngữ pháp phổ biến trong văn học chữ Hán, để làm tăng tính mạch lạc và trang trọng của tác phẩm. Hư từ "chi" xuất hiện tổng cộng 72 lần trong  Bình Ngô đại cáo với các vai trò đại từ, trợ từ ngữ khí và giới từ. Khi sử dụng như đại từ, "chi" đóng vai trò thay thế cho các danh từ, giúp tránh lặp lại và làm cho câu văn trở nên trôi chảy. Khi đóng vai trò trợ từ ngữ khí, "chi" giúp nhấn mạnh sắc thái và cảm xúc của câu văn, làm tăng tính trang trọng và thuyết phục. Còn khi được dùng làm giới từ, "chi" kết nối các thành phần trong câu, giúp diễn đạt các mối quan hệ sở hữu hoặc hướng đi. Việc sử dụng "chi" một cách "linh hoạt" không chỉ tăng tính biểu đạt cho tác phẩm mà còn thể hiện khả năng vận dụng ngôn ngữ chữ Hán của Nguyễn Trãi một cách nhuần nhuyễn, mang lại sự trang nghiêm và vẻ đẹp cổ điển cho văn bản.

## Đón nhận

### Tại Việt Nam
Bình Ngô đại cáo là một tác phẩm có ý nghĩa đặc biệt trong lịch sử Việt Nam, được xem là bản "Tuyên ngôn độc lập" thứ hai của người Việt sau Nam quốc sơn hà. Tác phẩm được đánh giá cao không chỉ về giá trị tuyên truyền và lịch sử mà còn về mặt văn chương, được ca ngợi là "thiên cổ hùng văn", là một trong những áng văn chương tiêu biểu của văn học Việt Nam thời trung đại. Thông qua Bình Ngô đại cáo, Nguyễn Trãi truyền tải tư tưởng yêu nước, khát vọng tự do và lòng tự hào dân tộc, đặc biệt trong bối cảnh Đại Việt vừa trải qua những năm tháng kháng chiến gian khổ để giành lại nền độc lập từ tay quân xâm lược.
Nhà nghiên cứu Nguyễn Văn Hồng đã so sánh giữa Bình Ngô đại cáo và Tuyên ngôn độc lập của Hồ Chí Minh năm 1945, chỉ ra rằng cả hai văn kiện đều nhấn mạnh quyền tự do, lẽ sống, sức mạnh của dân tộc và lên án sự xâm lược của kẻ thù. Ông cho rằng hai tác phẩm này đều khẳng định vai trò không thể thiếu của tinh thần đoàn kết và lòng yêu nước của người Việt, coi đó là nền tảng cho mọi cuộc đấu tranh giành độc lập. Đặc biệt, đoạn kết của Bình Ngô đại cáo đã nhấn mạnh sâu sắc rằng bất kỳ tư tưởng nào muốn tồn tại bền vững trong lòng dân tộc đều phải thấm nhuần tinh thần yêu nước, khát vọng độc lập, và ý chí tự do. Theo Nguyễn Văn Hồng, đây chính là yếu tố cốt lõi của bản sắc Việt Nam qua các thời kỳ, là sức mạnh tinh thần đã giúp dân tộc vượt qua những thử thách lớn lao của lịch sử và bảo vệ nền độc lập tự do của mình.

### Tại Trung Quốc

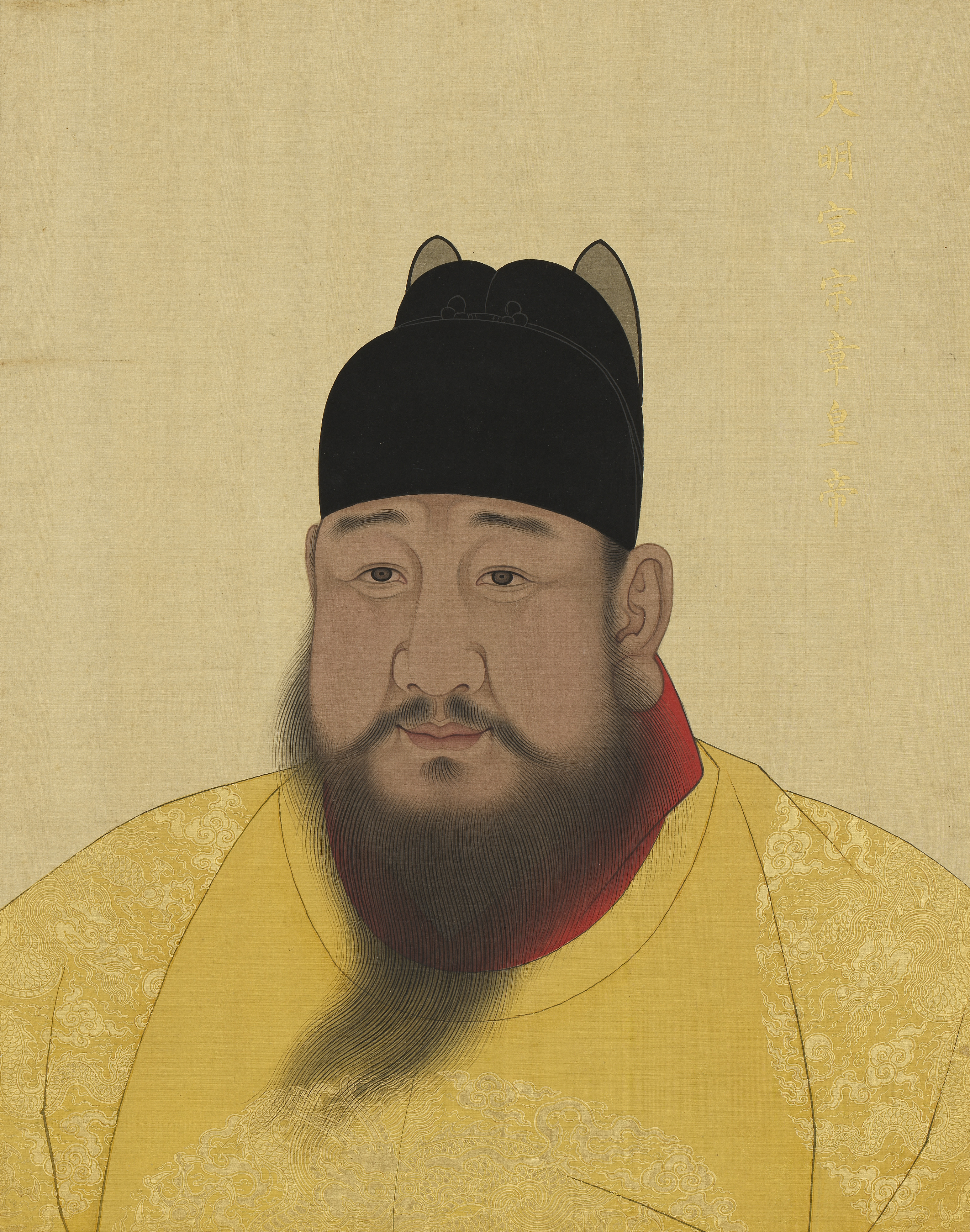
Chân dung Minh Tuyên Tông, người bị Nguyễn Trãi gọi là "thằng nhãi con Tuyên Đức"

Tại Trung Quốc, Bình Ngô đại cáo từng vấp phải nhiều chỉ trích, bởi văn bản này lên án mạnh mẽ nhà Minh và có những câu công kích cá nhân nhằm vào Minh Tuyên Tông, điển hình là câu "thằng nhãi con Tuyên Đức động binh không ngừng". Có người Minh chê bai rằng: "Kẻ viết ra văn bản này, con cháu ắt sẽ không được toàn vẹn". Học giả đời Thanh Từ Diên Húc trong tác phẩm Việt Nam tập lược cũng đề cập rằng, sau khi Lê Lợi lập quốc, "trong nước viết Bình Ngô đại cáo để tuyên cáo cho dân, lời lẽ vô cùng ngỗ nghịch". Người Trung Quốc cho rằng bài cáo này chỉ trích nhà Minh quá mức, đặc biệt phóng đại thất bại của nhà Minh và chiến thắng của Việt Nam. Từ quan điểm của họ, việc Nguyễn Trãi phê phán một cách kịch liệt và dùng những lời lẽ quá đà là thiếu tôn trọng thiên triều Trung Hoa.
Dù Bình Ngô đại cáo từng nhận phải những lời chỉ trích từ phía Trung Quốc, song giới học thuật hiện đại của nước này cũng đã bắt đầu nhìn nhận lại và đánh giá cao tác phẩm trên phương diện văn học. Nhiều học giả Trung Quốc đã công nhận tầm quan trọng của bài cáo, cho rằng nó không chỉ đơn thuần là một văn kiện chính trị mà còn có "giá trị nghệ thuật và lịch sử to lớn". Chẳng hạn, trong Lịch sử văn học phương Đông của Úc Long Dư và Mạnh Chiêu Nghị, hay trong Nghiên cứu Văn học và Văn hóa Đông Tây của Từ Chí Anh, các tác giả đều nhất trí rằng Bình Ngô đại cáo là một văn kiện quan trọng trong việc khẳng định nền độc lập của dân tộc Việt Nam, được ca ngợi là "thiên cổ hùng văn".

## Di sản
Bình Ngô đại cáo không chỉ khẳng định chiến thắng trước quân Minh mà còn nhấn mạnh bản sắc riêng biệt của dân tộc Việt. Trong bản cáo, Nguyễn Trãi tuyên bố rằng Đại Việt có lãnh thổ, văn hóa và truyền thống độc lập, khác biệt và bình đẳng với phương Bắc, điều này thể hiện sâu sắc ở câu mở đầu khẳng định quyền tự chủ của Đại Việt. Ông khéo léo đề cập đến những sự kiện trong lịch sử kháng chiến chống lại các triều đại Trung Hoa trước đó của Đại Việt, từ chiến thắng của Ngô Quyền trên sông Bạch Đằng đến những thắng lợi sau đó, như một bằng chứng rõ ràng cho sự bất khuất của dân tộc Việt. Tương tự Nam quốc sơn hà, ý tưởng "Nam – Bắc chia ranh giới" trong Bình Ngô đại cáo khẳng định sự tồn tại của Đại Việt như một quốc gia có quyền tự chủ, không chịu sự chi phối hay áp đặt từ nước láng giềng phương Bắc.
Bình Ngô đại cáo còn nổi bật với triết lý nhân nghĩa của Nguyễn Trãi, được thể hiện qua câu "đại nghĩa thắng hung tàn, chí nhân thay cường bạo". Là một người được giáo dục trong môi trường Nho học, lấy Tứ thư Ngũ kinh làm căn bản, Nguyễn Trãi đã kết hợp triết lý Nho giáo với tinh thần dân tộc Việt Nam và điều chỉnh quan điểm trung hiếu để phù hợp với bối cảnh quốc gia, đặt trách nhiệm với đất nước lên hàng đầu. Ông nhấn mạnh rằng cuộc kháng chiến chống quân Minh không chỉ là cuộc chiến giành độc lập mà còn là cuộc đấu tranh vì chính nghĩa, nơi đạo lý nhân nghĩa chiến thắng sự bạo tàn. Nguyễn Trãi cho rằng một xã hội lý tưởng không chỉ độc lập và có trật tự mà còn phải đạt đến sự chính nghĩa và nhân ái. Bình Ngô đại cáo khẳng định rằng Đại Việt chỉ chiến đấu để bảo vệ nền độc lập và nhân phẩm của dân tộc, đồng thời gìn giữ đạo nghĩa. Ông cho rằng, nhân nghĩa là nền tảng đạo đức của quốc gia, như nguyên tắc "trị nước bằng đức" trong Nho giáo Trung Hoa, song mở rộng hơn, là định hướng cho mục tiêu giành độc lập và xây dựng một xã hội công bằng.
Bình Ngô đại cáo không chỉ thành công trong việc khẳng định độc lập và chủ quyền của Đại Việt mà còn đóng vai trò quan trọng trong sự nghiệp chính trị của Nguyễn Trãi. Sau khi bản tuyên ngôn được công bố, thành công của nó đã củng cố uy tín của Nguyễn Trãi, đưa ông trở thành một trong những nhân vật có ảnh hưởng nhất trong triều đình nhà Lê sơ. Với vai trò là người chấp bút của tác phẩm, Nguyễn Trãi đã khẳng định tài năng văn chương và năng lực chính trị của mình. Tuy đạt được nhiều thành công và được xem là một trong những trụ cột của triều đình, nhưng sự nghiệp của Nguyễn Trãi sau đó gặp nhiều biến cố do những mâu thuẫn nội bộ trong cung đình, dẫn đến việc ông bị xử tử vào năm 1442 trong vụ án Lệ Chi viên.

## Các bản dịch
Bình Ngô đại cáo đã được dịch và truyền bá rộng rãi qua nhiều thế kỷ, từ nguyên bản chữ Hán đến những bản dịch tiếng Việt hiện đại. Bản dịch Bình Ngô đại cáo đầu tiên sang chữ Quốc ngữ được ghi nhận là của Trần Trọng Kim, công bố năm 1916 trong Sơ học An Nam sử lược, và sau đó hoàn thiện trong Việt Nam sử lược (1919). Mặc dù chỉ là bản lược dịch để phù hợp với giáo dục sơ học, nhưng bản dịch của Trần Trọng Kim là nền tảng đầu tiên đưa Bình Ngô đại cáo đến với công chúng.
Trong các bản dịch, một vấn đề gây tranh cãi là việc hiểu chữ "Triệu" trong câu "Tự Triệu Đinh Lý Trần chi triệu tạo ngã quốc" — được Bùi Văn Nguyên dịch là "Từ Triệu, Đinh, Lý, Trần bao đời xây nền độc lập". Giáo sư Vũ Khiêu vào năm 1972 đã đề xuất loại bỏ "Triệu" và thay bằng "Đinh" nhằm tránh gợi liên tưởng đến Triệu Đà, một nhân vật gây tranh cãi. Bản của ông chỉnh lại thành: "Từ Đinh, Lê, Lý, Trần, xây dựng nền độc lập". Trong sách giáo khoa phổ thông những năm đầu, chữ "Triệu" cũng từng bị lược bỏ, chỉ sau đó mới được khôi phục với chú thích rằng đây là triều đại của Triệu Đà. Điều này gây mâu thuẫn trong chương trình học, khi học sinh vừa học câu chuyện Mỵ Châu – Trọng Thủy với hình ảnh Triệu Đà là kẻ xâm lược, vừa phải tiếp thu thông tin trong Bình Ngô đại cáo rằng nhà Triệu thuộc thời kỳ tự chủ của Việt Nam.

### Sách
- Carrai, Maria Adele (ngày 8 tháng 1 năm 2019). Sovereignty in China (bằng tiếng Anh). Cambridge: Cambridge University Press. doi:10.1017/9781108564861. ISBN 978-1-108-47419-1.
- Lê Minh Quốc (2009). Kể Chuyện Danh Nhân Việt Nam – Tập 4: Danh Nhân Văn Hóa Việt Nam. Thành phố Hồ Chí Minh: Nhà xuất bản Trẻ.
- Lieberman, Victor (2003). Strange Parallels: Volume 1, Integration on the Mainland: Southeast Asia in Global Context, c.800–1830 (bằng tiếng Anh). New York: Cambridge University Press. ISBN 978-1-139-43762-2.
- Mote, Frederick W (1988). "The rise of the Ming dynasty, 1330–1367". Trong Mote, Frederick W.; Twitchett, Denis C (biên tập). The Cambridge History of China Volume 7: The Ming Dynasty, 1368–1644, Part 1 (bằng tiếng Anh). Cambridge: Cambridge University Press. ISBN 0521243327.
- Nguyễn Đình Hòa (1981). "Patriotism in Classical Vietnamese Literature: Evolution of a Theme". Trong Tham Seong Chee (biên tập). Essays on Literature and Society in Southeast Asia: Political and Sociological Perspectives (bằng tiếng Anh). Singapore: NUS Press. tr. 303–321. ISBN 978-9971-69-036-6.
- Nguyễn Lương Bích (1973). Nguyễn Viết Nhâm (biên tập). Nguyễn Trãi đánh giặc cứu nước. Hà Nội: Nhà xuất bản Quân đội nhân dân. OCLC 56067595.
- Phan Huy Lê (1977) [1965]. Phan Đại Doãn (biên tập). Khởi nghĩa Lam Sơn (1418–1427). Hà Nội: Nhà xuất Khoa Học Xã Hội. ISBN 9786048987336.
- Phạm Văn Đức (2018). "A Philosophical Perspective on the Reality of the Social Development in Vietnam" (PDF). Practical Issues and Social Philosophy in Vietnam Today (bằng tiếng Anh). Washington, DC: Library of Congress Cataloging-in-Publication. ISBN 9781565183346. LCCN 2018014721.
- Từ Chí Anh (2019). 东西方文学与文化研究 [Nghiên cứu Văn học và Văn hóa Đông Tây] (bằng tiếng Trung). Trùng Khánh: Nhà xuất bản Đại học Trùng Khánh. ISBN 978-7-5689-1958-6. OCLC 1202765378.
- Úc Long Dư; Mạnh Chiêu Nghị (2001). "Văn học Việt Nam thời trung đại". 东方文学史 [Lịch sử văn học phương Đông] (bằng tiếng Trung). Bắc Kinh: Nhà xuất bản Đại học Bắc Kinh. ISBN 978-7301262030.
- Yamamoto Tatsurō (2020) [1950]. 安南史研究Ⅰ：元明两朝的安南征略 [An Nam sử nghiên cứu I: Chiến dịch An Nam thời Nguyên–Minh] (bằng tiếng Trung). Lý Thu Diễm (李秋艳) biên dịch. Bắc Kinh: Thương vụ ấn thư quán. ISBN 978-7-100-16790-1.

### Tạp chí nghiên cứu
- Dương Thu Hằng; Mạc Thị Yến Nga (2023). ""Bình Ngô đại cáo" – tác phẩm bắt buộc trong chương trình giáo dục phổ thông môn ngữ văn 2018: đôi điều trao đổi". Tạp chí Khoa học và Công nghệ Đại học Thái Nguyên. Quyển 12 số 228. Thái Nguyên: Đại học Thái Nguyên. tr. 273–278. ISSN 2615-9562.
- Lý Thơ Phúc (2008). "Hai vấn đề cần thảo luận với tác giả bài Bình Ngô Đại Cáo: Một số vấn đề về chữ nghĩa". Tạp chí Khoa học Đại học Sư phạm Thành phố Hồ Chí Minh. Số 13. Trường Đại học Sư phạm Thành phố Hồ Chí Minh. tr. 32–39. ISSN 2734-9918.
- Mỵ Thị Quỳnh Lê (2022). "Khái quát về hư tự "chi" 之 trong các tác phẩm văn học chữ Hán trung đại Việt Nam". Tạp chí Khoa học Trường Đại học Hồng Đức. Số 58. Thanh Hóa: Trường Đại học Hồng Đức. tr. 78–84. ISSN 1859-2759.
- Mỵ Thị Quỳnh Lê (2023). "Khảo sát hư tự 之 (chi) trong tác phẩm Bình Ngô đại cáo của Nguyễn Trãi". Tạp chí Khoa học Trường Đại học Hồng Đức. Số 64. Thanh Hóa: Trường Đại học Hồng Đức. tr. 85–92. ISSN 1859-2759.
- Nguyễn Đăng Na (2005). "Bình Ngô đại cáo: một số vấn đề về chữ nghĩa". Tạp chí Hán Nôm. Số 2. Hà Nội: Viện Nghiên cứu Hán Nôm. tr. 11–19. ISSN 1022-8640.
- Nguyễn Đăng Na (2002). "Bình Ngô đại cáo: vấn đề dịch giả và dịch bản". Tạp chí Hán Nôm. Số 5. Hà Nội: Viện Nghiên cứu Hán Nôm. tr. 67–73. ISSN 1022-8640.
- Nguyễn Phúc Ưng Quả (1952). "X. Un texte vietnamien du XVe siècle. Le "Bính Ngô Đai-cáo"". Bulletin de l'Ecole française d'Extrême-Orient (bằng tiếng Pháp). Quyển 46 số 1. tr. 279–295. doi:10.3406/befeo.1952.5167.
- Nguyễn Trung Dũng (ngày 31 tháng 8 năm 2021). "Vấn đề con người trong lịch sử tư tưởng Việt Nam (từ thời kỳ dựng nước đến đầu thế kỷ XX)". Tạp chí Khoa học và Công nghệ. Quyển 48 số 6. Trường Đại học Công nghiệp Thành phố Hồ Chí Minh. tr. 14–20. doi:10.46242/jst-iuh.v48i6.1086.
- Nguyễn Văn Hồng (2010). "Hồn Nho Việt trong Quốc tộ, Nam quốc sơn hà và Bình Ngô đại cáo". Tạp chí Hán Nôm. Quyển 102 số 5. Hà Nội: Viện nghiên cứu Hán Nôm. tr. 15–26. ISSN 1022-8640.
- O'Harrow, Stephen (1979). "Nguyen Trai's "Binh Ngo Dai Cao" 平吳大誥 of 1428: The Development of a Vietnamese National Identity". Journal of Southeast Asian Studies (bằng tiếng Anh). Quyển 10 số 1. Singapore: Cambridge University Press. tr. 159–174. ISSN 0022-4634.
- Phan Huy Thiệp (tháng 6 năm 1984). "Một số vấn đề: Lê Lợi và chiến lược kháng chiến chống Minh". Tạp chí Nghiên cứu Lịch sử. Số 219. Hà Nội: Viện Khoa học Xã hội Việt Nam. tr. 13–20. ISSN 0866-7497.
- Trần Huy Liệu (tháng 9 năm 1956). "Nguyễn Trãi, một nhà đại chính trị, đại thi hào Việt-Nam". Tập san nghiên cứu Văn Sử Địa. Số 21. Hà Nội: Ban nghiên cứu Văn học Lịch sử Địa lý. tr. 1–21.
- Trần Ngọc Vương (tháng 6 năm 2021). "Vấn Đề Chủ Nghĩa Dân Tộc, Chủ Nghĩa Quốc Gia ở Việt Nam Hiện Nay". Tạp chí Nghiên cứu và Thảo luận. Số 40. Hà Nội. tr. 1–30.
- Trần Nho Thìn (2000). "Bình Ngô đại cáo dưới ánh sáng của loại hình học văn hoá trung đại". Tạp chí Văn học. Số 5. Viện Văn hóa Nghệ thuật quốc gia Việt Nam. tr. 44–52. ISSN 0494-6928.
- Trần Thị Thanh Thanh (2013). "Tinh thần dân tộc và ý thức quốc gia Đại Việt qua một số thành tựu học thuật và nghệ thuật thời Lê sơ (1428–1504)". Khoa học Xã hội và Nhân văn. Số 46. Trường Đại học Sư phạm TP Hồ Chí Minh. tr. 23–29. ISSN 2734-9918.
- Trương Hữu Quýnh (tháng 4 năm 1980). "Từ "Hịch tướng sĩ" đến " Đại cáo bình Ngô" – Một bước trưởng thành cơ bản của dân tộc Việt Nam". Tạp chí Nghiên cứu Lịch sử. Số 193. Hà Nội: Viện Khoa học Xã hội Việt Nam. tr. 59–64. ISSN 0866-7497.
- Trương Xuân Tiếu (2011). "Nghệ thuật sử dụng danh từ riêng của Nguyễn Trãi trong tác phẩm Bình Ngô đại cáo". Tạp chí Ngôn ngữ và Đời sống. Số 7. Hội Ngôn Ngữ Học Việt Nam. tr. 26–31. ISSN 0868-3409.

### Luận án
- Nguyễn Thị Ưng (2017). Tư tưởng chính trị Nguyễn Trãi (PDF) (Luận án tiến sĩ). Hà Nội: Học viện Chính trị Quốc gia Hồ Chí Minh.
- Trương Triết Đĩnh (2020). 十八至二十世紀越南文人中華觀之流變 [Sự biến đổi trong quan niệm về Trung Hoa của văn nhân Việt Nam từ thế kỷ 18 đến thế kỷ 20] (PDF) (Luận án tiến sĩ) (bằng tiếng Trung). Đài Bắc: Đại học quốc lập Đài Loan. doi:10.6342/NTU202004116.